# Jukebox

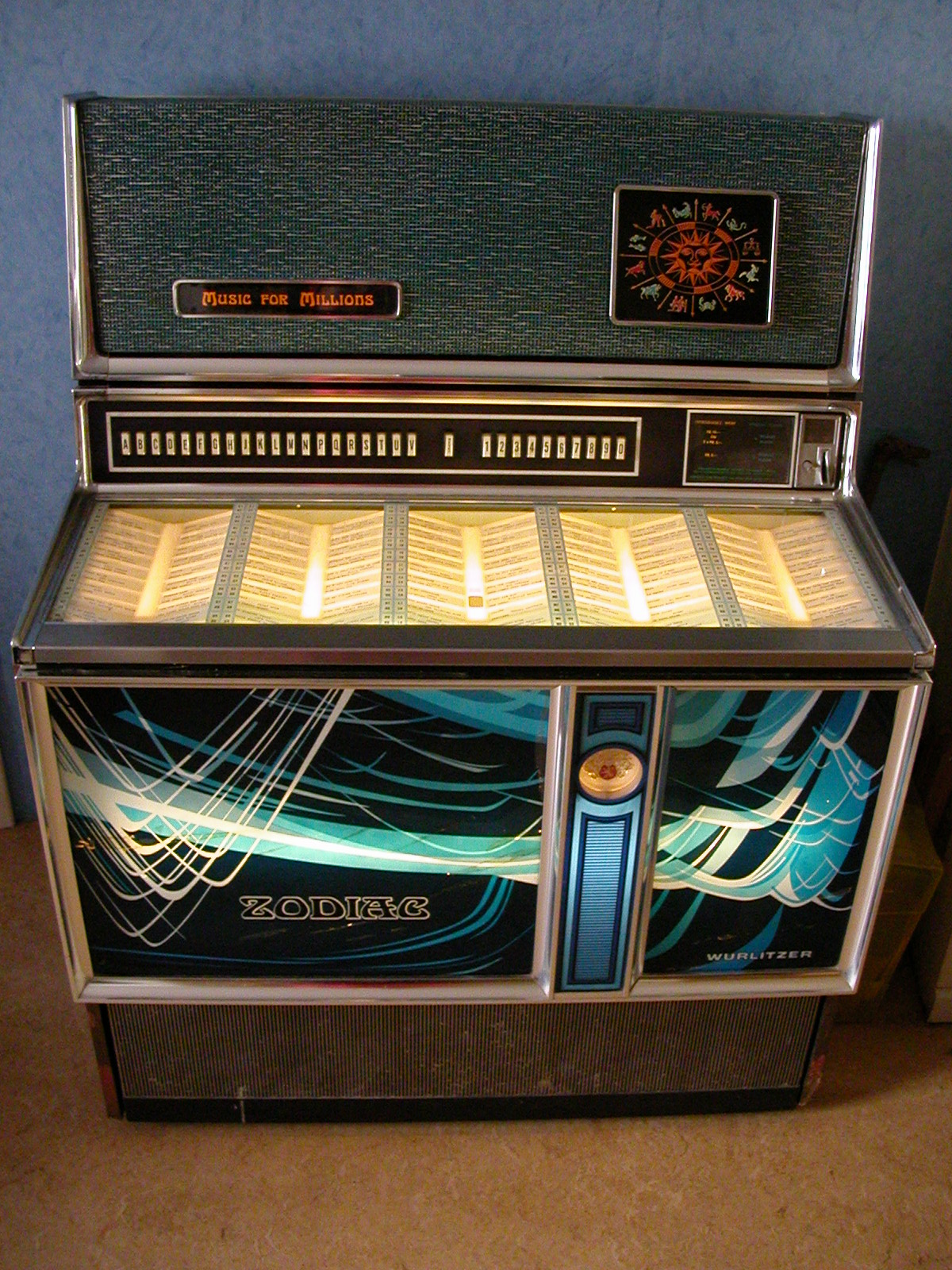
Wurlitzer-3500

Een jukebox is een muziekweergaveapparaat dat een door een gebruiker te kiezen lied afspeelt. 
Van oudsher dient de gebruiker hiervoor geld in te werpen, waarna één of meer keuzes uit de voorraad liederen gemaakt kan worden. Hierna speelt de jukebox het lied af, al dan niet via de ingebouwde versterker en luidsprekers. Jukeboxen zijn vooral te vinden in horecagelegenheden. Klassieke jukeboxen maken gebruik van grammofoonplaten, terwijl modernere versies cd's gebruiken. Een bekende fabrikant van jukeboxen is Wurlitzer.

## Geschiedenis
De eerste jukeboxen werden ontwikkeld aan het einde van de negentiende eeuw, maar het duurde nog tot de jaren dertig voordat jukeboxen ook echt populair werden. Deze eerste jukeboxen speelden een beperkt aantal 78 toerenplaten af, waarbij gaandeweg het uiterlijk van het apparaat met lichteffecten en plastics steeds aantrekkelijker gemaakt werd. Het summum van het jukeboxdesign uit de tijd van 78 toeren jukeboxen werd bereikt in de vorm van de Wurlitzer 1015. Van dit model werden er meer verkocht dan van welke jukebox dan ook en zou de naam Wurlitzer voor een lange tijd synoniem maken met jukeboxen in het algemeen. 
Begin jaren vijftig ontwikkelde fabrikant Seeburg de Seeburg M100A. Deze jukebox speelde nog 78-toerenplaten af, maar had een heel nieuw en modern design en kon als eerste jukebox 50 platen bevatten. Snel daarna volgde de eerste 45 toeren jukebox; de M100B. Deze jukebox zag er bijna exact hetzelfde uit als de M100A, maar deze twee modellen samen zetten Wurlitzer op een technologische achterstand, die al snel duidelijk werd in de verkoopcijfers; Wurlitzer werd voorbijgestreefd door Seeburg. 
De gloriedagen van de 45 toeren jukebox in de jaren vijftig maakten enkele zeer bijzondere jukeboxen mogelijk; de Wurlitzer 2000 als topmodel van Wurlitzer en de V200 als topmodel van Seeburg. Met name een goed gerestaureerde Wurlitzer 2000 in originele staat met boekjes is een zeldzaamheid en brengt gemakkelijk €16.000,- of meer op.
De gloriedagen van de jukebox zouden echter door nieuwe entertainmentvormen, zoals de televisie, ten einde komen in de jaren zestig. Grote Amerikaanse merken als Seeburg en Wurlitzer overleefden deze periode niet, hoewel de Duitse afdeling van Wurlitzer nog steeds jukeboxen produceert. 